# Strophopteryx arkansae
Strophopteryx arkansae är en bäcksländeart som beskrevs av William Edwin Ricker och Ross 1975. Strophopteryx arkansae ingår i släktet Strophopteryx och familjen vingbandbäcksländor. Inga underarter finns listade i Catalogue of Life.